# Instituto Português de Oncologia de Coimbra Francisco Gentil

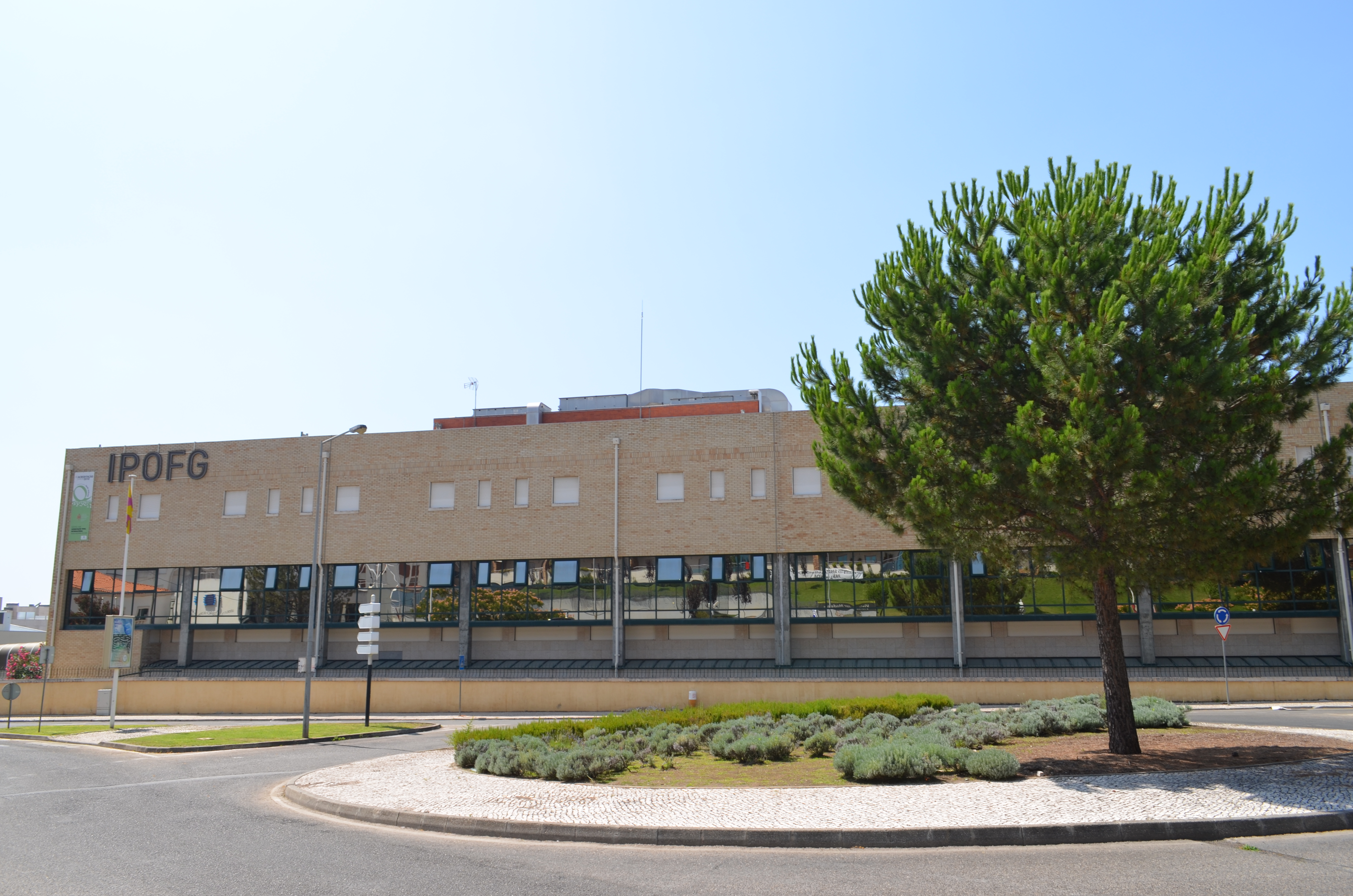
Instituto Português de Oncologia de Coimbra Francisco Gentil

O Instituto Português de Oncologia de Coimbra Francisco Gentil é um hospital oncológico público do Serviço Nacional de Saúde situado em Coimbra, em Portugal. É o hospital oncológico de referência para cerca de dois milhões de utentes da Região Centro. Dispõe de uma lotação de 231 camas.
Foi inaugurado em 1961, como Centro Anticanceroso de Coimbra, subordinado ao Instituto Português de Oncologia com sede em Lisboa. Em 1977 foi concedida autonomia administrativa aos Centros Regionais de Coimbra e do Porto, deixando de estar subordinados ao de Lisboa.